# Herb Lubawy
Herb Lubawy – jeden z symboli miasta Lubawa w postaci herbu.

## Wygląd i symbolika
Herb przedstawia na czerwonej tarczy biskupa Chrystiana z prostą, prawie dziecinną twarzą z długimi włosami. Na głowie biskup ma bardzo niską infułę średniowieczną z równoramiennym krzyżem pośrodku. Ubrany w białą albę i złoty ornat, w lewym ręku dzierży pastorał głowicą na zewnątrz, prawą ma wzniesioną do błogosławieństwa. Stoi on między dwoma drzewami, po lewej stronie postaci - zielona jodła, a po prawej - zielona lipa.
Drzewa nawiązują do zasobności w lasy mieszane ziemi lubawskiej. Kolory herbu są biało–czerwone z wyjątkiem złotego ornatu, infuły i zielonych drzew, gdyż takie są barwy ziemi chełmińskiej i biskupstwa chełmińskiego.

## Historia
Christian z Oliwy był pierwszym biskupem Prus, wcześniej misjonarzem tych ziem. Z jego to rąk właśnie, w XIII w., pruski książę lubawskiego grodu, Surwabuno, przyjął chrzest. Herb symbolizuje także innych biskupów, którzy władali miastem przez 500 lat.